# النقل في الهند

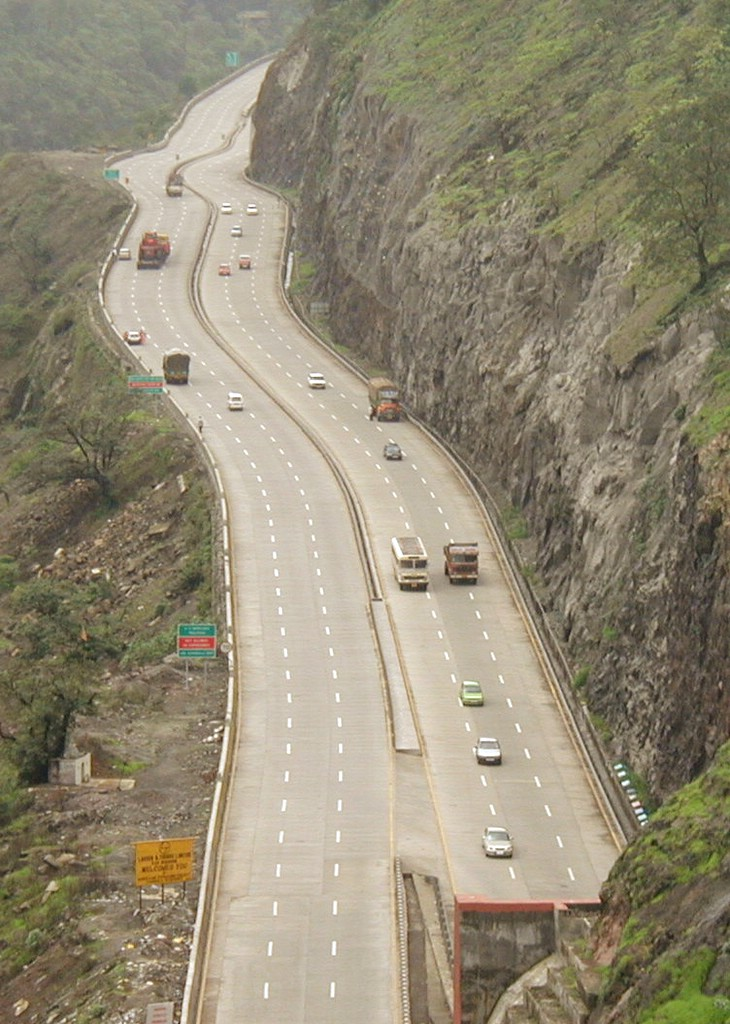
طريق مومباي - بوني السريع أول الطرق السريعة في الهند.

يمثل النقل في جمهورية الهند جزءً هامًا من الاقتصاد الهندي. منذ تحرير الاقتصاد الهندي في تسعينيات القرن العشرين، تطورت البنية التحتية في الهند بخطى سريعة، واليوم هناك مجموعة واسعة من وسائط النقل البرية والبحرية والجوية.
يعتبر الضغط على شبكة الطرق الهندية ضعيفًا في ظل وجود 13 مليون سيارة فقط في البلاد، إضافة إلى امتلاك حوالي 10 ٪ فقط من الأسر الهندية لدراجات نارية. في الوقت نفسه، تنمو صناعة السيارات في الهند بسرعة بإنتاج يتجاوز 2.6 مليون سيارة سنويًا، ويتوقع أن تنمو بمعدلات أكثر من ذلك في الأعوام المقبلة.
ومع ذلك، لا تزال وسائل النقل العامة هي الوسيلة الأساسية للنقل بالنسبة لمعظم السكان، مما يجعل نظام النقل العام في الهند هي من بين أكثر أنظمة النقل استخدامًا في العالم. شبكة السكك الحديدية في الهند هي أطول ورابع أكثر شبكات السكك الحديدية استخدامًا في العالم، بنقلها لستة مليارات راكب وأكثر من 350 مليون طن بضائع سنويًا.
على الرغم من التحسينات التي أجريت على هذا القطاع، إلا أن عدة جوانب في قطاع النقل لا تزال تعتريها المشاكل بسبب البنية التحتية التي عفا عليها الزمن، ونقص الاستثمار والفساد وتزايد عدد السكان، وتتزايد الحاجة لتطوير البنية التحتية لقطاع النقل والخدمات بنحو 10 ٪ سنويًا، في الوقت الذي لا تستطيع فيه البنية التحتية الحالية تلبية هذه المتطلبات المتزايدة. ووفقًا للتقديرات الأخيرة لغولدمان ساكس، فستحتاج الهند إلى إنفاق 1,7 تريليون دولار أمريكي على مشاريع البنية التحتية على مدى السنوات العشر المقبلة لتعزيز النمو الاقتصادي، بالرغم من توفير 500 مليار دولار أمريكي فقط في الميزانية لإنفاقها أثناء الخطة الخمسية الحادي عشر للهند.

## وصلات خارجية
- Transport Search in India
- India Transport
- Ministry of Road Transport & Highways
- Motor Vehicles Act, 1988
- Railways Information India
- Mile by Mile, India Paves a Smoother Road to Its Future, نيويورك تايمز, December 4, 2005.
- Back to the Future - India's transportation sync with the west